# シンセカイヒーロー
シンセカイヒーロー（SINSEKAI HERO）は、大阪府を拠点に活動する日本の女性ライブアイドルグループである。
グループの愛称は「シンセカ」。
2023年3月結成、同月25日にステージデビューした。運営事務所はクリーブラッツ大阪支社。デビュー11日後の2023年4月5日に自社レーベル「Shinsekai Hero」からミニアルバム『シンセカイヒーロー』を発表、同日付のレコチョクランキングではデイリー71位にランクインした。
グループ名、衣装のコンセプトは戦隊ヒーローである。「大阪から世界へ発信！Z世代が切り開く新世界アイドルカルチャー」をモットーに、ジャンルに囚われないキャッチーなサウンド、パフォーマンスを展開するアイドルグループを銘打っている。

## 略歴

### 2023年
- 3月25日、TakaraOsakaでの「『シンセカイヒーロー』お披露目ライブ」にてデビュー[5]。
- 3月27日、とんぼりリバーウォークでの「#グリ下 アイドルフェス」Vol.16に参加[6]。以降、当該イベントの全公演に参加している。
- 4月5日、ミニアルバム『シンセカイヒーロー』の配信開始[1]。
- 7月11日、楽曲「シンセカイヒーロー」のミュージックビデオを公開[7]。
- 7月22日、ラジオ関西での冠番組「ガルステッ！『シンセカイヒーローのアリっちゃアリやな』」放送開始[8]。
- 8月5日、楽曲「ジャンボリーナ」を発表[9]。
- 8月28日、OSAKA MUSEにて「シンセカイヒーロー1st ONEMAN LIVE at OSAKA MUSE 」を開催[10]。新衣装、楽曲「GIFT」を発表[11]。
- 9月25日、楽曲「GIFT」のミュージックビデオを公開[12]。
- 11月12日、定期公演にて楽曲「いんじゃんでいーじゃん」を発表[13]。
- 12月9日、楽曲「ジャンボリーナ」、「GIFT」の各種音楽配信サービスでの配信開始[14][15]。
- 12月29日、梅田amHALLにて2ndワンマンライブを開催。新衣装、楽曲「A.I.M.A.I.」を発表[16]。

### 2024年
- 1月21日、1stアルバム『アルバムできちゃいました』を発表[17][18]。
- 3月10日、楽曲「A.I.M.A.I.」のミュージックビデオを公開[19]。
- 3月30日、JOYSOUNDにてシンセカイヒーローの楽曲のカラオケ配信が開始[20]。
- 4月21日、定期公演にて楽曲「輪っかっか◎」を発表[21]。
- 6月21日、「3rd ワンマンライブ in umeda TRAD『〜ここにきて？会いに来て？今すぐ声をきかせて！〜』」を開催。新衣装、楽曲「フェアリーテイルはいつまでも」を発表[22]。
- 7月22日、メンバーの森乃そあ、絵里花のグループ脱退が発表された[23][24]。
- 8月29日、定期公演にて羽澄ななこがメンバーに加入[25]。
- 11月3日、定期公演にて楽曲「恋味れしぴ」を発表。

### 2025年
- 3月25日、BIGCATにて4th ワンマンライブを開催。新衣装、楽曲「With my smile!!」を発表。研修生の有沢愛純、一ノ瀬こゆき、三福千景、結城めありがメンバーに加入。

## メンバー

### 現メンバー
| 氏 名         | よみ            | 担当カラー        | 愛称     | 誕生日（年齢）         | 出身地   | SNSアカウント                     | 備考                           |
| ------------- | --------------- | ----------------- | -------- | ---------------------- | -------- | --------------------------------- | ------------------------------ |
| 雨宮 鈴奈     | あめみや すずな | 赤色              | すず     | 2006年2月17日（19歳）  | 奈良県   | https://twitter.com/amemiya327    | 元スリジエWEST。               |
| 石高 ゆめの   | いしたか ゆめの | 白色              | ゆめのん | 2001年3月7日（24歳）   | 大阪府   | https://twitter.com/yumenon_37    | 元スリジエWEST。               |
| 美月 きらり   | みづき きらり   | MOON LIGHT YELLOW | きらりん | 2000年10月31日（24歳） | 大阪府   | https://twitter.com/miduki_kirari | 元仮面女子イースターガールズ。 |
| 夢波 あろは   | ゆめみ あろは   | はつこいぴんく    | あろちゅ | 2007年8月1日（18歳）   | 大阪府   | https://twitter.com/aloha_yumemi  | 元スリジエWEST。               |
| 羽澄 ななこ   | はすみ ななこ   | しあわせグリーン  | ななこ   | 2010年4月5日（15歳）   | 兵庫県   | https://x.com/hasumi_nanako       |                                |
| 一ノ瀬 こゆき | いちのせ こゆき | 水色              |          | 2007年8月20日（17歳）  |          | https://x.com/koyu_0820           |                                |
| 三福 千景     | みふく ちかげ   | オレンジ          |          | 2009年4月18日（16歳）  | 京都府   | https://x.com/Chikage_Mifuku      |                                |
| 有沢 愛純     | ありさわ あずみ | ぱーぷる          |          | 2009年4月3日（16歳）   |          | https://x.com/arisawa_azumi       |                                |
| 結城 めあり   | ゆうき めあり   | 黒色              |          | 2006年5月24日（19歳）  | 和歌山県 | https://x.com/yuki_meari          |                                |

雨宮鈴奈

シンセカイヒーローの立ち上げメンバー。ライブではセンターを務めることが多い。身長161 cm。
同事務所への入所日は2020年10月17日。スリジエWESTガーデンに加入し、同年12月19日にステージデビューした。
石高ゆめの

シンセカイヒーローの立ち上げメンバー。特技はクラシックバレエで、3歳から13年間習っていた。身長164 cm。
夢はSEKAI NO OWARIのMVへの出演。趣味はカービィのグッズ収集。
シンセカイヒーローの楽曲「きみがいいのに」の作詞を担当した。
同事務所への入所日は2017年7月10日で、スリジエWESTガーデンとしてデビューした。
美月きらり
シンセカイヒーローの立ち上げメンバー。癒し系の性格と声(通称「癒しの囁きボイス」)、抜群のプロポーションを有する。たびたび天然な発言が飛び出し、周囲を和ませている。身長158 cm。
美少女戦士セーラームーンを好んでいる。趣味は天文学、アニメ鑑賞、読書。好きな食べ物はサンドイッチ、いちごパフェ。
同事務所への入所日は2017年7月15日。
夢波あろは
シンセカイヒーローの立ち上げメンバー。現役女子高生で、特技は「ぶりっ子」。身長159 cm、血液型はA型。
趣味はラーメン巡り。
好きなキャラクターはマイメロディ、んぽちゃむ、ちいかわのシーサー。好きな食べ物は味噌汁。
鈴奈の影響もあり爬虫類好きで、レオパ―ドゲッコーを飼育している。
同事務所への入所日は2022年6月10日。スリジエWESTに加入し、同年9月18日にステージデビューした。
羽澄ななこ
現役中学生で、最年少メンバー。髪型は黒髪ボブヘア。
趣味はスライム作り、手芸。
好きなキャラクターはラム、スパイダーマン、マイメロディ、クロミ。
2024年5月15日にシンセカイヒーロー研究生として活動を開始し、同年8月29日の定期公演にてメンバーに加入、ステージデビューした。
一ノ瀬こゆき
シンセカイヒーロー研修生として2024年11月3日の特典会に参加し、活動を開始した。2025年2月6日よりOAに参加し、同年3月25日のワンマンライブにてメンバーに加入した。
三福 千景
シンセカイヒーロー研修生として2024年11月16日の特典会に参加し、活動を開始した。2025年2月6日よりOAに参加し、同年3月25日のワンマンライブにてメンバーに加入した。
有沢 愛純
シンセカイヒーロー研修生として2024年11月20日の特典会に参加し、活動を開始した。2025年2月6日よりOAに参加し、同年3月25日のワンマンライブにてメンバーに加入した。
結城 めあり
シンセカイヒーロー研修生として2024年12月1日の特典会に参加し、活動を開始した。2025年2月6日よりOAに参加し、同年3月25日のワンマンライブにてメンバーに加入した。

### 旧メンバー
| 氏 名     | よみ        | 担当カラー | 活動期間            | 愛称   | 出身地 | 備考 |
| --------- | ----------- | ---------- | ------------------- | ------ | ------ | --- |
| 絵里花    | えりか      | 紫色       | 2023/3/25-2024/7/22 | えりか | 大阪府 | シンセカイヒーローの煽りを担当していた。KBS京都テレビ「ぶっと美テレビ」第5弾アシスタントを務めていた。元スリジエWEST。 |
| 森乃 そあ | もりの そあ | 青色       | 2023/3/25-2024/7/22 | そあ   | 大阪府 | 元スライムガールズWEST。                                                                                               |

### 研修生
| 氏名      | よみ        | SNSアカウント              | 活動開始日                 |
| --------- | ----------- | -------------------------- | -------------------------- |
| 真城 未来 | ましろ みく | https://x.com/mashiromiku_ | 2025年2月1日（特典会参加） |

## 主な活動
- 仮面女子シアターでの定期公演。
- とんぼりリバーウォークでのライブイベント『#グリ下 アイドルフェス』Vol.16以降の全公演に出演。
- ラジオ関西「ガルステッ！「シンセカイヒーローのアリっちゃアリやな」」の出演（毎月第4週の土曜日25:00-25:15）。

## 楽曲

### オリジナル楽曲
| 曲名                         | 作詞               | 作曲             | 編曲       | 収録                                                                         | 備考                                                                     |
| ---------------------------- | ------------------ | ---------------- | ---------- | ---------------------------------------------------------------------------- | ------------------------------------------------------------------------ |
| てれぱっくんっ！             | 橘真琴(元仮面女子) | 楠橋伸哉         | 佐々木久夫 | 1stアルバム「アルバムできちゃいました」、 ミニアルバム「シンセカイヒーロー」 |                                                                          |
| きみがいいのに               | 石高ゆめの         | 楠橋伸哉         | 佐々木久夫 | 1stアルバム「アルバムできちゃいました」、 ミニアルバム「シンセカイヒーロー」 |                                                                          |
| シンセカイヒーロー           | スズキユイ/GAKU    | GAKU/JUNKI       | キャサリン | 1stアルバム「アルバムできちゃいました」、 ミニアルバム「シンセカイヒーロー」 | JOYSOUND収録楽曲。                                                       |
| 走れ！片恋ランナー           | Yuu Moroi          | 楠橋伸哉         | 佐々木久夫 | 1stアルバム「アルバムできちゃいました」、 ミニアルバム「シンセカイヒーロー」 |                                                                          |
| 我武者羅escalation！         | 穂積 雨            | 楠橋伸哉         | 佐々木久夫 | 1stアルバム「アルバムできちゃいました」、 ミニアルバム「シンセカイヒーロー」 |                                                                          |
| ジャンボリーナ               | Koshin-Shimazaki   | Koshin-Shimazaki |            | 1stアルバム「アルバムできちゃいました」                                      | 振付はmiyapi。                                                           |
| GIFT                         | Yuu Moroi          | 楠橋伸哉         | 佐々木久夫 | 1stアルバム「アルバムできちゃいました」                                      | JOYSOUND収録楽曲。 1stワンマンライブで初披露。振付は仮面女子蒼井乃々愛。 |
| いんじゃんでいーじゃん       | Koshin-Shimazaki   | Koshin-Shimazaki |            | 1stアルバム「アルバムできちゃいました」                                      |                                                                          |
| A.I.M.A.I.                   | Yuu Moroi          | 楠橋伸哉         | 佐々木久夫 | 1stアルバム「アルバムできちゃいました」                                      | JOYSOUND収録楽曲。 2ndワンマンライブで初披露。振付はMORO。               |
| 輪っかっか◎                  | Yuu Moroi          | りめな           |            | シングル楽曲。各種音楽配信サービスにて配信                                   |                                                                          |
| フェアリーテイルはいつまでも | Yuu Moroi          | 楠橋伸哉         | 佐々木久夫 | シングル楽曲。各種音楽配信サービスにて配信                                   | 3rdワンマンライブで初披露。振付は仮面女子蒼井乃々愛。                    |
| 恋味れしぴ                   | Koshin-Shimazaki   | Koshin-Shimazaki |            |                                                                              | 振付はMORO。                                                             |
| With my smile!!              |                    |                  |            |                                                                              | 4thワンマンライブで初披露。                                              |

### カバー楽曲
| 曲名                     | 作詞                       | 作曲                       | 編曲 | 収録 | 備考                         |
| ------------------------ | -------------------------- | -------------------------- | ---- | ---- | ---------------------------- |
| 明石ビールの唄〜あわわ〜 | けんたろう！びっくりま～く | けんたろう！びっくりま～く |      |      | 振付はメノニューイヤー愛い姫 |

## メディア出演

### CM
- 高須クリニック大阪院（2024年3月29日〜：雨宮鈴奈、石高ゆめの）−　広告看板（大阪府、京都府）、新聞広告、ラジオCM、テレビCMに出演。京セラドーム大阪のオリックス・バファローズ主催試合にて放映されるCMでは、楽曲「シンセカイヒーロー」を使用[46]。

### テレビ
- ぶっと美テレビ−番外編−(KBS京都テレビ、2023年7月22日、7月29日：絵里花、2024年1月27日、2月3日：夢波あろは)[47][48][49]　−　番組内のオーディションの結果、絵里花は新生☆大阪24区ガールズの浪速みなみとともに、ぶっと美テレビ第5弾アシスタントに就任[48]。夢波あろはは脳内パステルのゆりなとともにぶっと美テレビ第6弾レポーターに就任した[50]。
- LIVEニュース(J:COMチャンネル、2023年8月4日）[51]　−　VTR出演。摂津まつりをPRした。

### ラジオ
- ガルステッ！「坪井淳一のロックトゥアイドル」（ラジオ関西、2023年4月29日）[52] - ゲスト出演
- ガルステッ！「シンセカイヒーローのアリっちゃアリやな」(ラジオ関西、2023年7月22日〜)[53]　−　メインパーソナリティ

### 配信番組
- シンセカイヒーローSPクッキング（cookpadLive、2023年7月14日：雨宮鈴奈、石高ゆめの、夢波あろは）[54]

### 雑誌
- ウェブマガジン「221B JOURNAL」（2023年5月13日：雨宮鈴奈[26]、2023年8月17日：森乃そあ[55]、2024年6月7日：絵里花[56]）−　ポートレートグラビア
- 雑誌「IDOLOOKIN Vol.8」（910エンターテイメント、2024年11月20日）−　表紙、巻頭特集[57]

### イベント
- SPLASH SUMMER×近代麻雀水着祭2024（2024年4月27日：雨宮鈴奈、美月きらり)[58]。
- 私立近代麻雀学園（2024年8月13日：雨宮鈴奈、石高ゆめの）[59]。
- オリックス・バファローズ対北海道日本ハムファイターズ 始球式（「YES! 高須クリニック 大阪DAY」、2024年8月16日、京セラドーム大阪：雨宮鈴奈）[60]。